# 소박파
소박파(素朴派)는 일반적으로 프리미티브(소박) 예술이라 말할 경우에는 원시·미개민족의 예술을 가리키는 것이나, 여기서는 앙리 루소를 위시한 이른바 소박화가를 의미하고 있다. 이 화가들은 19세기 말부터 금세기에 걸친 갖가지 유파(流派)의 교체를 외면하고 홀로 자기의 세계에 침잠(沈潛)하였던 화가들이다. 물론 그 가운데는 루소와 같이 한때 큐비즘과의 관련 운운한 화가가 없는 것도 아니나 대체로 고독한 길로 나아가 때로는 일요화가(日曜畵家)라, 또는 서투른 화가라는 경멸을 받기도 하였다. 주요한 화가로는 프랑스의 앙드레 보샹, 루이 비뱅, 카미유 봉브와, 루이 세라핀, 아로이즈 소테 등이고 미국의 여류화가인 그랜도마 모제가 있다. 원래 소박파란 명칭은 편의적인 것이었기 때문에 그들 사이에 공통적인 주의와 주장은 없다. 공통된 점이 있다면 그들이 정규의 미술교육을 받지 못하였다는 점이고, 따라서 미술양식이나 그 운동에도 무관심하여 자연과 현실에 대하여 경건하리만큼 나이브한 태도를 가지고 독특한 리얼리즘을 기반으로 했다는 점이다. 이러한 의미에서 그들은 현대미술의 문외한(門外漢)이며 아웃사이더로 간주된다.
그러나 1900년대 큐비즘의 발상(發祥)에 흑인 조각이 중요한 역할을 수행한 것처럼, 또한 1910년대의 표현파 운동에 남방 원시미술의 거친 생명감이 크게 공헌한 것처럼 소박파는 현대미술의 저류에서 새로운 환상을 제공하고 있다는 것을 결코 무시할 수는 없다. 그것은 소박파에서 세라피스나 소테 등은 '무의식의 쉬르레알리슴'이기도 하고 그들의 제작은 이따금 광기(狂氣)에 빠져 있기 때문이기도 하다. 그 특색은 얄궂은 장식의 과다(過多), 격렬한 표현력에 있으나 만약 그들을 소박파라 한다면 영국의 루이스 웨인과 독일의 페타 모그, 요제프 제르 들도 여기에 첨가하지 않으면 안 될 것이다.

## 같이 보기
- 자기주도적 학습
- 아웃사이더 아트
- 원시주의